# Rockaway
Rockaway (Rechaweygh, Rechquaakie) /Rockaway možda dolazi od "Reckonwacky" u značenju "place of our own people",/  pleme američkih Indijanaca porodice Algonquian nastanjeno u domnorodačko doba blizu današnjeg Rockawaya i Hempsteada na Long Islandu u američkoj državi New York. Rockawayi su bili članovi plemenskog saveza Metoac, no prema govoru (Art Mattson) pripadali su grupi Delaware-Munse, dok Evan Pritchard smatra da su bili Mahican-Quiripi govornici. Evan T. Pritchard, dijelom Micmac Indijanac i ekspert za Algonquian plemena, navodi da su bili podijeljeni na nekoliko bandi o kojima je veoma malo poznato, viz.: Rechquaakee (u prijevodu Sandy Land), Wandowenock (They Dig Pits), Mespaeches, Yameco (Place of the Beaver) i Equendito (Cleared of Trees). Neke od ovih bandi kasnije se dijelom priključuju konfederaciji Metoac, a dijelom plemenu Unami. Glavno selo bilo im je Rechquaakie.

## Rana povijest i kultura
Odakle su došli Rockawayi nije poznato. Prvi Paleo-Indijanci na Long Island pristigli su prije nekih 12,500 godina, od kojih su pronađeni tek 'clovis-vršci'. Rockawayi su na otoku možda kojih 1,000 godina i Art Mattson drži da svakako nisu porijeklom od Montaukett Algonquina. Živjeli su u malenim proširenim obiteljskim grupama koje su opstajale na tri glavne preokupacije, lovom, ribolovom i sakupljanjem. Ove skupine lutale su u kraju od Hewlett Baya pa uz Mill River do unutrašnjih šuma i polja današnjeg Tanglewood Parka, Hempstead Lake Parka i Hall's Ponda. 
Lov i ribolov
Krajevi kojima su lutali bili su raj za lovce. Služili su se lukom i strijelom i kopljima za lov na veću divljač (jelene) i raznim zamkama kod lova na divlje guske i patke i manje životinje kao što su rakun, zec, vjeverica i drugo. Riba, školjke i rakovi kojih je bilo u izobilju, lovili su se i sakupljali po tidalnim vodama, a koristile su se i razne ribarske zamke, kao što su drvene ograde napravljene od kolaca zabodenih u dno za vrijeme oseke, u koje se riba tjerala udaranjem štapova po vodi, a izvlačila ručnim mrežama i kopljima. 
Sakupljanje
Jagode i borovnice glavno su divlje voće koje su Indijanci sakupljali, a osim toga tu raste i jeruzalemska artičoka ili čičoka (Hellianthus tuberosus L.), biljka iz porodice glavočika, koja tek po okusu podsjeća na artičoku, a prirodni je antidijabetik, antisklerotik, antibakterik,  afrodizijak, dijetik, diuretik, holagog, remineralizant, stimulans, stomahik, spermatogenik i tonik.
Druga važna biljka je kozjak, i razne vrste oraha, među kojima u hickory (Carya), kesten i napose žir bijelog hrasta ((Quercus alba). Voće koje su Rockawayi sakupljali i kolače koje su pravili od bobičastog voća, osiguravale su ih dovoljnom količinom kalorija i omogućavale da prezime hladne i duge zime. 
Oruđe
Long Island nema kvalitetnog kremena koji bi Indijancima služio za izradu kamenog oruđa. Ima nešto kvarcnog kamena od čega su izrađivali vrškove strijela, a jedan paleolitski primjerak, kojega je proučio profesor John Vetter s odjela arheologije na Adelphi University, iskopan je nešto južnije od Lynbrook High Schoola, no nesrećom ovo nalazište uništeno je buldožerom 1998 godine. 
Svakodnevni život
Rockawayi i drugi Algonquian Indijanci s Long Islanda, pa i širem području uz Atlantsku obalu, živjeli su u wigwamima, kućama sagrađenim od drvenog kostura prekrivenih korom i kružnoga oblika, i bile su vodo-nepropusne. Lonci u kojima su žene kuhale hranu napravljeni su od kore drveta i slijepljeni smolom. Hrana se kuhala ubacivanjem vrelog kamena u vodu kojom je posuda napunjena.
Razne biljne mješavine služile su kao lijek i u nekim obredima. Mješavina lišća dogwooda (Cornus) i sumaca (Rhus) iz porodice Anacardiaceae, služila je za pušenje na lulu, čiji se dim inhalirao kroz cijev koja je bila utaknuta u glinenu glavu lule. Pravoga duhana na otoku u vremenima, barem prije dolaska bijelaca nije bilo. Za prije 1,000 godina kada su se Rockawayi mogli naseliti na otoku, nije bilo ni wampuma, no imali su veoma lijepe ukrase od školjaka koje su sakupljali uz obalu. Odjeća je bila kožna.

## Vanjske poveznice
- Art Mattson, The Rockaway Indians One Millennium Ago